# بحيرة أنسي
بحيرة أنسي هي بحيرة تقع في إقليم سافوا العليا،فرنسا وهي ثالث أكبر بحيرة في فرنسا.